# Almir Rouche e Banda Pinguim
Almir Rouche e Banda Pinguim  foi um grupo formado por Almir Rouche (voz), Paulinho Pimpão (guitarra),Chacal (baixo), Marcos César (teclado), Gordinho (bateria) e Nikima (percussão). Uma das maiores bandas do Estado de Pernambuco, onde teve como característica maior a mistura de ritmos, indo do frevo ao samba e passando pelo maracatu e ciranda. Viajavam por todo o Brasil com seu trio elétrico, o Tom Brasileiro, tocando nos principais carnavais fora de época, e principalmente no carnaval de Pernambuco. A banda puxava todos os anos o maior bloco do mundo, o Galo da Madrugada. Também estava sempre presente em eventos como o Recifolia (Bloco do Pinguim), Carnatal (Bloco Galo do Sol), Bloco da parceria (Bompreço), Maceiofest (Meninos da Albania), Terremoto (Itabaiana), entre outros.
Em 1993 foi lançada a canção "Deusa de Itamaracá", sucesso que emplacou em todo país, ganhando várias regravações a nível regional e nacional.
Em 1999, lançaram o CD "Ao vivo", gravado nas micaretas do carnaval de Pernambuco e no Galo da Madrugada, com todos os sucessos da banda e algumas músicas inéditas, como "Galo eu te amo", feita especialmente para o Galo da Madrugada, "Ilusão" e "A dança do tubarão", feita para os surfistas em referência à grande população de tubarões do litoral pernambucano [1]
Atualmente Almir Rouche segue carreira solo, sendo um dos principais artistas do carnaval pernambucano, puxador oficial do Galo da Madrugada, maior bloco carnavalesco do mundo, que anualmente atrai mais de dois milhões de pessoas. É presença garantida nas prévias, bailes e blocos carnavalescos do estado, sendo o artista mais executado nas rádios e tendo ao longo de sua carreira 17 CDs e 5 DVDs gravados, todos como um verdadeiro elo entre a cultura
do estado e o público em geral, tendo participado de festivais na Europa e em
carnavais fora de época de todo o país, atraindo turistas que buscam conhecer mais sobre o carnaval pernambucano. Além dos carnavais e blocos, o cantor  também se destaca em turnês pelo mundo, em países como Alemanha, e aonde chega contagia todos com músicas como Ilusão, Galo eu te Amo, Recifolia, A Vida Inteira te Amar, Deusa de Itamaracá e outros sucessos. Com um repertório repleto de ritmos regionais, com um toque pessoal, Almir Rouche também compõe e interpreta ritmos como Forró, Coco, Maracatu, Ciranda, Caboclinho, Balada e MPB. O cantor participou da turnê "Pernambuco em Canto", realizada na Europa, junto com vários artistas de Pernambuco como Alceu Valença, Antonio Carlos Nóbrega, Geraldo Azevedo e também Elba Ramalho.
O último DVD do artista, intitulado Évoe Nabuco, em comemoração aos 26 anos de carreira, foi gravado no Pátio de São Pedro, no centro do Recife, em 2011, e contou com uma superprodução. O trabalho foi em homenagem a Joaquim Nabuco e teve participações especiais de artistas como Elba Ramalho, MV Bill, Arlindo dos 8 Baixos, Maestro Spok, Gaby Amarantos, André Rio, Nena Queiroga, Marrom Brasileiro, Ed Carlos e Gustavo Travassos.

## Discografia
- 1987 - A Turma do Pinguim
- 1990 - A Turma do Pinguim
- 1994 - Banda Pinguim
- 1998 - Almir Rouche e Banda Pinguim
- 2000 - Almir Rouche e Banda Pinguim: Folia Ao Vivo